# Bonaventure Bonaccorsi
Pour les articles homonymes, voir Bonaccorsi.
Bonaventure Bonaccorsi (Pistoia, ? - Orvieto, 14 décembre 1315) est un religieux servite de Marie italien reconnu bienheureux par l'Église catholique.

## Biographie
Il fait encore l'objet d'études approfondies concernant son identification, car à son époque, plusieurs religieux de son ordre, qui ont vécu dans le couvent à Pistoia et dans d'autres couvents toscans, portent le même prénom, ce qui a pu amener à des confusions avec les frères homonymes, en particulier sur les dates. Des recherches existent également pour savoir s'il est bien de la famille Bonaccorsi car il est certain que de nombreux saints ont été inclus parmi les descendants d'une famille noble pour la gratifier ; la famille Bonaccorsi étant alors parmi les plus nobles de Pistoia.
Selon l'hagiographie actuelle, il naît à Pistoia dans la famille des Bonaccorsi, à l’époque où l’Italie se déchire entre le parti des guelfes et gibelins. Il est partisan de la faction gibeline et provoque des troubles dans sa ville. À l'occasion d'un chapitre général de l’ordre des servites organisé à Pistoia en 1276, Philippe Benizi prêche pour éteindre les luttes internes de la ville. De nombreux citoyens se réconcilient et se placent sous la direction du religieux dont Bonaccorsi qui demande à être reçu dans l'ordre des servites.
En 1276 à l'occasion d'un chapitre général de l’ordre des servites de Marie organisé à Pistoia, Philippe Benizi exhorte à la paix et à l'harmonie. De nombreux citoyens se réconcilient et se placent sous la direction du religieux dont Bonaccorsi. Ce dernier demande à se confesser auprès de Philippe Benizi et demande à être reçu dans l'ordre des servites de Marie.
Pour exprimer son retour à Dieu, ce dernier prend le nom de Bonaventure. Il est d’abord envoyé à l’abbaye de Monte Senario pour faire son noviciat, puis devient le compagnon assidu de Philippe Benizi ; il l’accompagne à Rome pour faire reconnaître l'ordre des servites, menacé de dissolution par le deuxième concile de Lyon et assiste à la mort de Benizi à Todi. Il est prieur de plusieurs couvents de l’ordre (Orvieto, Bologne, Pistoia, Montepulciano). À Montepulciano, il est le guide spirituel d'Agnès de Montepulciano. En 1306, par délégation de l'évêque d'Arezzo, il pose la première pierre de l'église que la religieuse et ses sœurs veulent ériger, et confirme l'élection d'Agnès comme abbesse.

## Culte
Il meurt à Orvieto le 14 décembre 1315 où son corps est enterré dans l'église de son ordre, sous l'autel de la Vierge. Le pape Pie VII, par un décret du 23 avril 1822, confirme son culteet fixe sa fête au 14 décembre. Le 22 avril 1915, pour le sixième centenaire de sa mort, son corps est transféré dans l'église de la Santissima Annunziata de Pistoia (it).

## Galerie

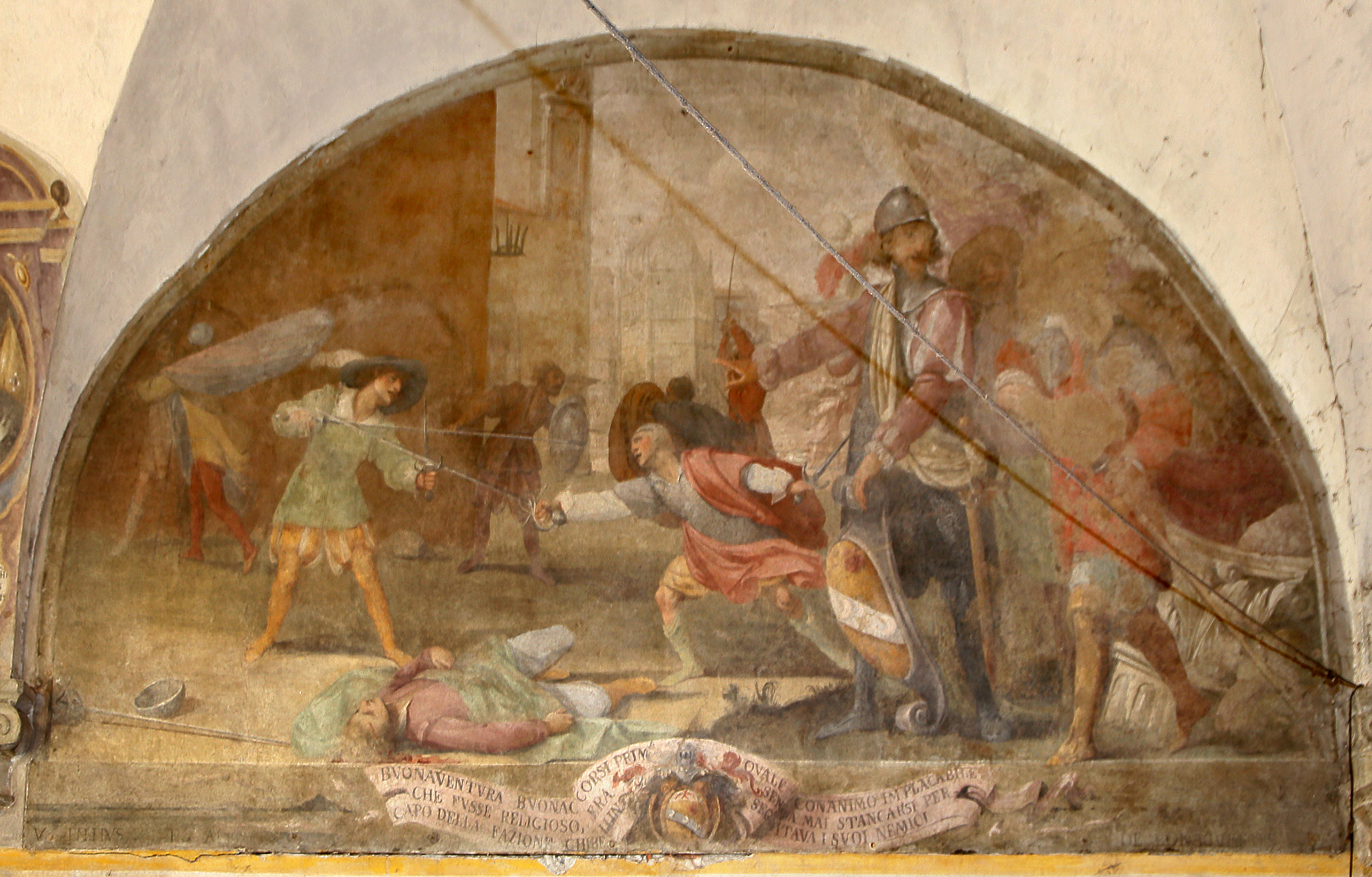
Le bienheureux Bonaventure Bonaccorsi impliqué dans les querelles de Pistoia (1633).
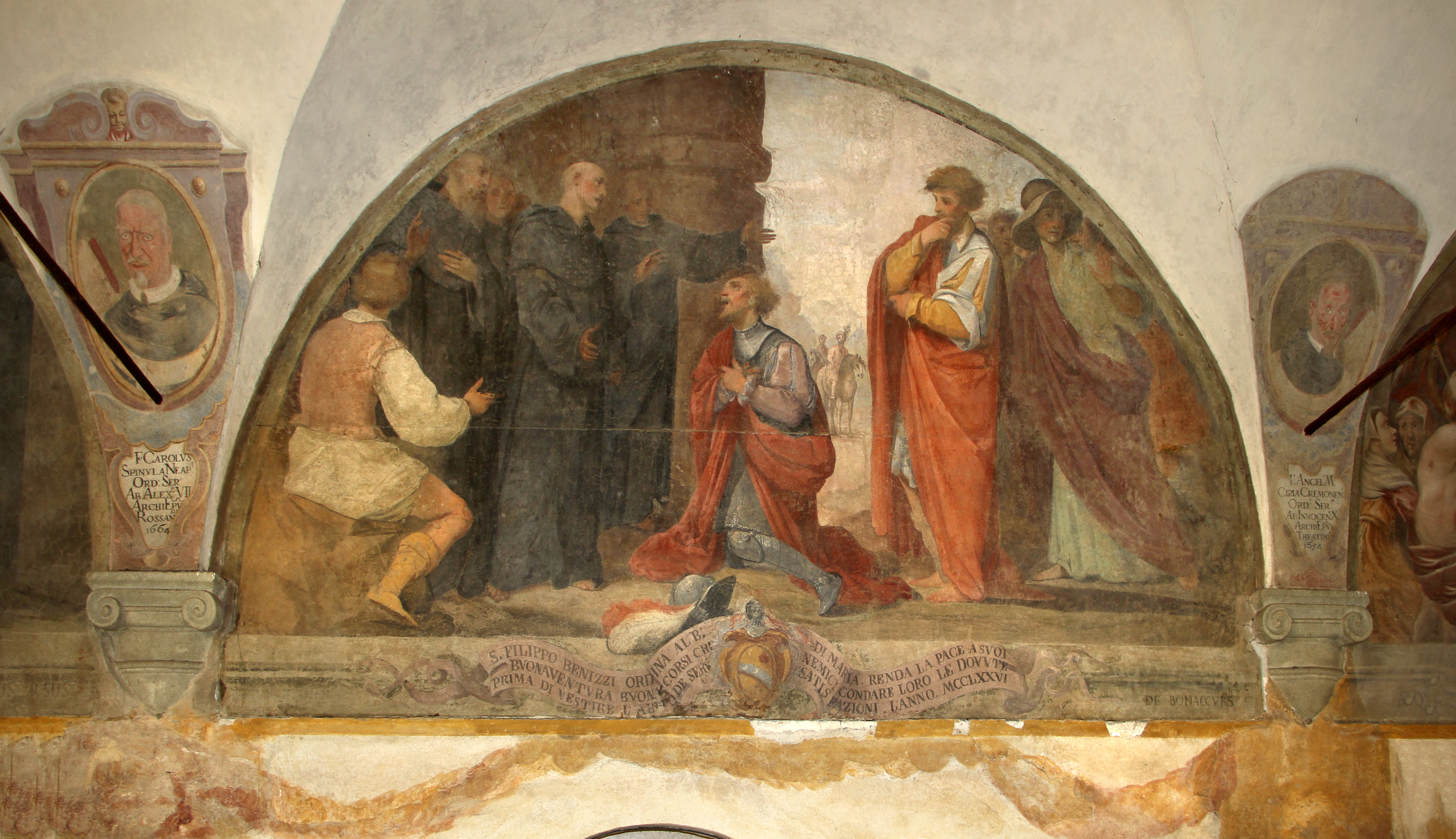
Le bienheureux Bonaventura Buonaccorsi se convertit devant saint Philippe Benizi (1633).
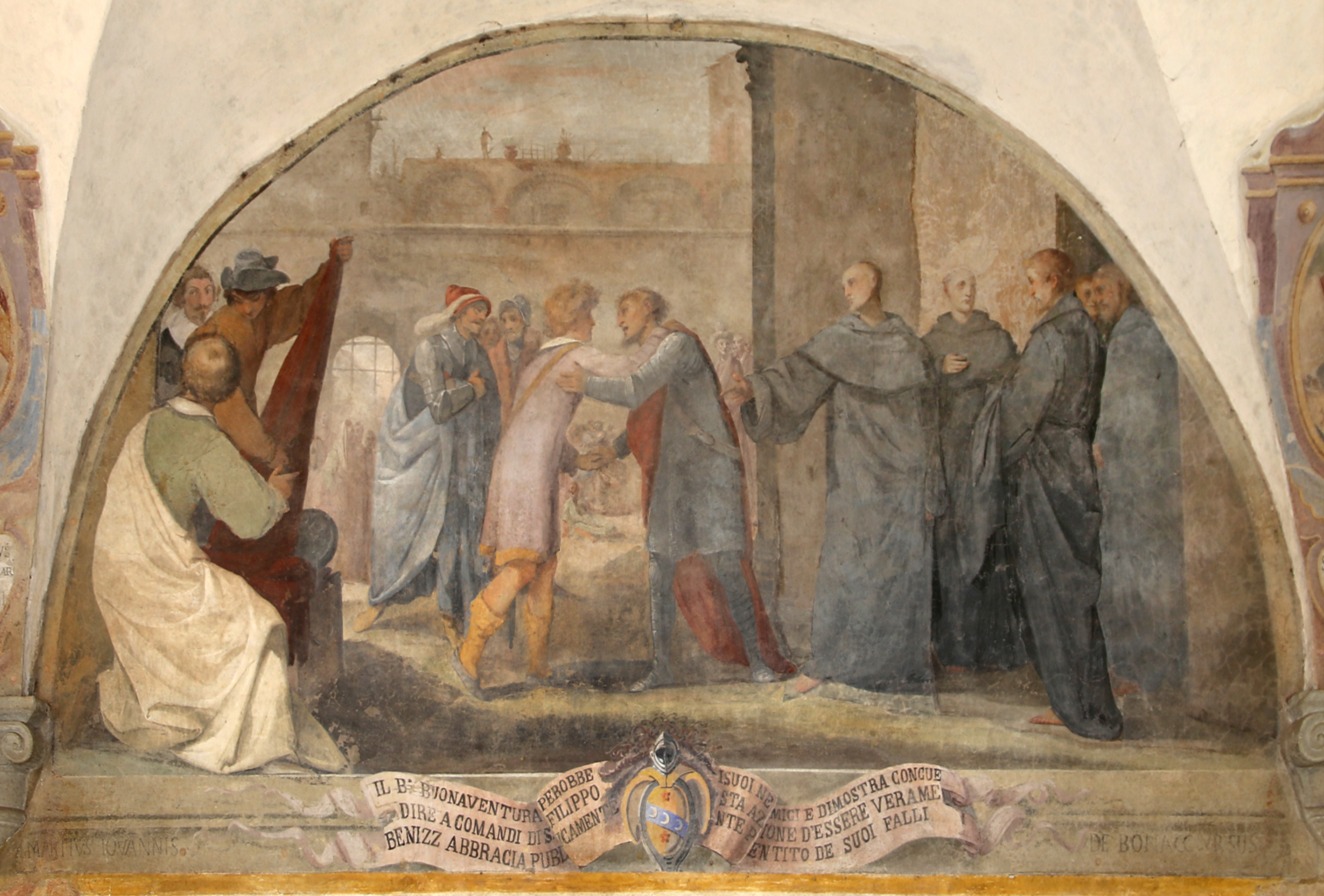
Le bienheureux Bonaventura Buonaccorsi se réconcilie avec ses ennemis (1633).
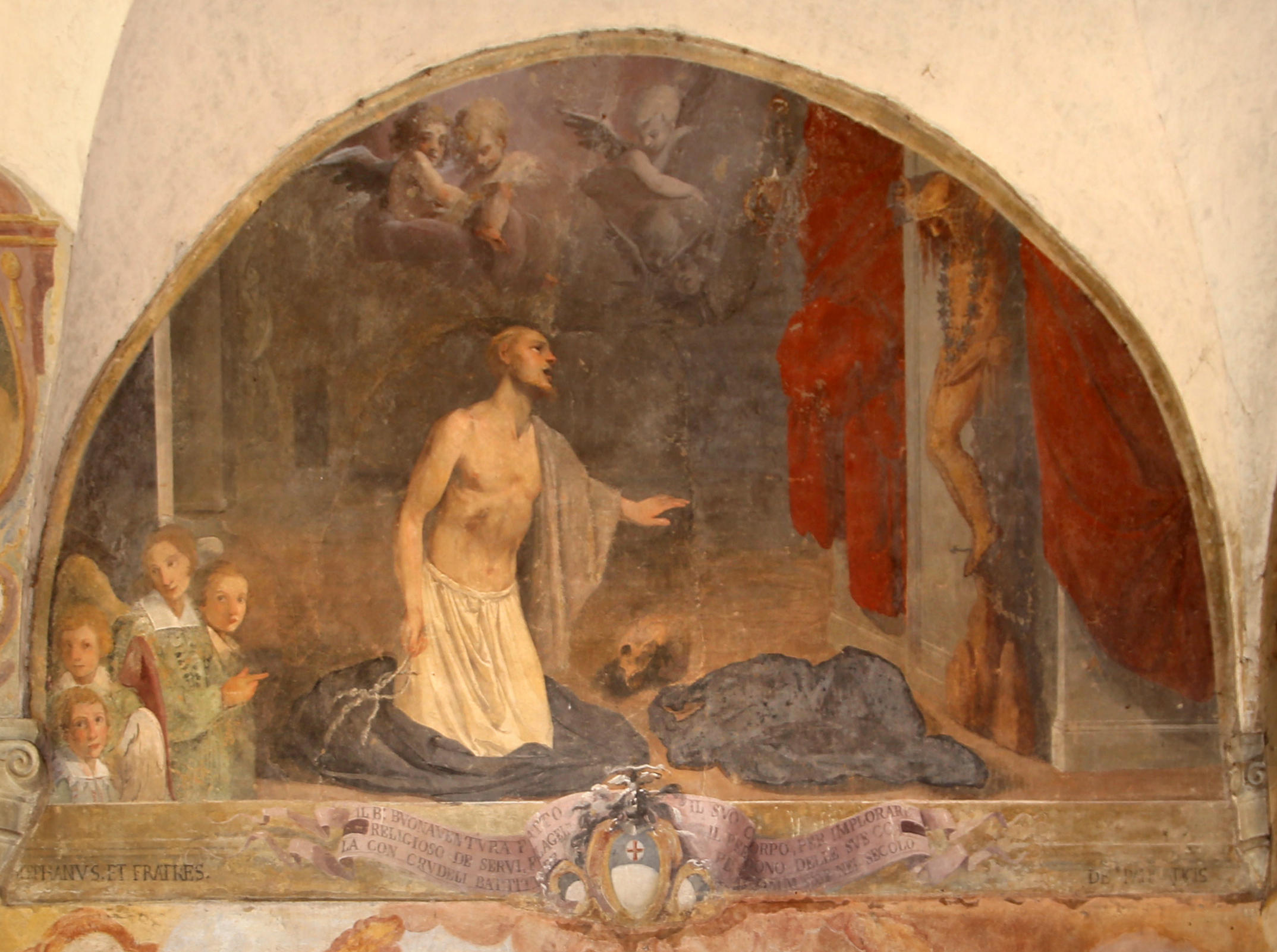
Le bienheureux Bonaventura Bonaccorsi se flagelle devant un crucifix (1633).